# Schlierbach (Germania)
Schlierbach è un comune tedesco di 3 955 abitanti, situato nel land del Baden-Württemberg.